# Quercus dentata
Quercus dentata — вид рослин з родини Букові (Fagaceae); поширений на сході Азії.

## Опис
Дерево до 25 м заввишки, листопадне. Жіночі суцвіття пахвові на верхівковій частині молодих пагонів, 1–3 см. Крона розсіяна. Кора товста, сильно борозниста, темно-коричнева. Гілочки густо запушені, стаючи безволосими й коричневими. Листки 15–30 × 6–20 см і більше, зворотнояйцюваті, шкірясті, скупчені до верхівки гілочки; основа ослаблена, вузька, від округлої до серцеподібної; краї звивисто-лопатеві; лопаті округлі; зверху темно-зелені, шорсткі; знизу запушені; ніжка листка завдовжки 2–15 мм, кремезна, волосиста. Жолудь яйцюватий, без волосся, 1.5–2.2 см; чашечка вкриває горіх на 1/2 або 1/3 довжини, 1 см ушир; дозріває через 1 рік.
Період цвітіння: квітень — травень; період плодоношення: вересень — жовтень.

## Середовище проживання
Поширений на сході Азії (Далекий Схід Росії, Монголія, Японія, Корея, Китай, Тайвань).
Населяє змішані мезофітні ліси; <100–2700 м.